# Pall Mall (cigaretta)

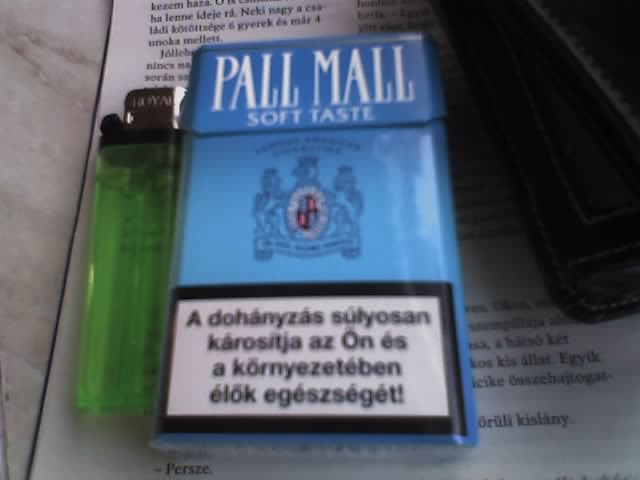
A Pall Mall Magyarországon

A Pall Mall a R. J. Reynolds Tobacco Company cigaretta márkája. A vállalat központja az egyesült államokbeli Winston-Salem városában található, Észak-Karolina államban.

## Története
A Pall Mall márkát 1899-ben alkotta meg a Butler & Butler vállalat, hogy ellássa a felsőbb osztálybeli embereket az első prémium-kategóriás cigarettával.
1907-ben az American Tobacco megvásárolta a Butler & Butler-t, ezzel tulajdonába került a Pall Mall név is. Újításként bevezettek egy új cigaretta-formát, amit king-size-nak (magyarul: "királyi méret") neveztek el, ma ez a 85 mm-es hossz a cigaretták alapértelmezett hossza.
A Pall Mall 1960-ban ért népszerűségének csúcsára, amikor a legjobban fogyó dohánytermék volt az USA-ban. Az újítás tehát kifizetődött, ennek hatására a vállalat bevezette új, 100mm hosszú termékeit, amivel újabb szabványt teremtett (leggyakoribb elnevezés a Brown & Williamson Tobacco Corporationhoz), lemaradtak a megjelenésben, mivel az egyetlen olyan termék volt e cigaretta a piacon, amely nem tartalmazott füstszűrőt. Végül is 2001-ben, amikor bemutatták az új, füstszűrős Pall Mall-t, a cég vissza tudta szerezni azt a részesedést a piacon, amit a folyamatos újításokkal korábban már megszereztek. A Brown & Williamson 2004. július 30-án úgy egyesült a R. J. Reynolds Tobacco Company-val, hogy az utóbbi nevet vette fel az egyesült vállalat. Az R. J. Reynolds folytatta a füstszűrős és füstszűrő nélküli Pall Mall gyártását az államokbeli piacra, hangsúlyozva a hagyományos változatot. A British American Tobacco szerezte meg a jogot a Pall Mall USA-n kivüli gyártására és forgalmazására.

## Logo
A népszerű Pall Mall logo szecessziós betűtípussal tünteti fel a Pall Mall feliratot a doboz elülső és hátsó oldalán. A csomagoláson elöl és hátul is megtalálható címeren a két fejedelmi oroszlán, és a lovagi sisak látható. A pajzson a „Per aspera ad astra” (latin mondat; magyarul: „Küzdelmeken át a csillagokig”) mondat látható. A dobozon dombornyomással felírva látható még az „In hoc signo vinces” (latin mondat; magyarul: „e jelben győzni fogsz”) ismert lovagi jelmondat. Ez a frázis felbukkan a Milvius-hídi csatánál, ahol I. Konstantin (Szent Konstantin) nagy túlerővel találta szembe magát. Isten sugalmazására másnap Szent Konstantin egy labarumot ((XP) a krisztosz görög szó első két (görög) betűje) festetett emberei pajzsára, és legyőzte a rómaiakat.

## Megjelenés a kultúrában
Kurt Vonnegut, aki Pall Mall márkájú cigarettát szívott, számos novellájában ír erről a cigarettáról. A Pall Mallt úgy emlegeti, mint előkelő fajtáját az öngyilkosságnak.

## Külső hivatkozások
- Nemzeti Népegészségügyi Program – Segítség a leszokáshoz programja